# Dagmar Bruckmayerová
Dagmar Bruckmayerová, roz. Bajnoková (* 20. května 1969, Bratislava) je slovenská herečka.
Během studia na gymnáziu navštěvovala divadelní soubor LUDUS a později byla přijata na VŠMU. Účinkuje v Divadle Jána Palárika v Trnavě a v Divadle West v Bratislavě.

## Rodina
Její rodiče jsou Anna a Karol Bajnokovi. Jejím prvním manželem byl herec Peter Rúfus, s nímž má dceru Terezu. V současnosti je vdaná za Tibora Bruckmayera.

## Filmografie
- 1978: Nech žije deduško
- 1989: Jablonka
- 1994: Princezná v ježovej koži
- 2000: Čajová šálka lásky
- 2007–2008: Ordinácia v ružovej záhrade
- 2008: Mesto tieňov
- 2009: Tango s komármi
- 2009: V mene zákona
- 2010: Aféry
- 2010: Odsúdené